# 井田恵里香
井田 恵里香（いだ えりか、1994年10月20日 - ）は、日本の女子クリケット選手。クリケット日本女子代表。

## 経歴
群馬県出身。群馬県立高崎女子高等学校、東海大学海洋学部海洋地球科学科卒業。
高校在学中に中国・広州で行われた2010年アジア競技大会の代表に日本選手団の最年少で選ばれた。
東海大学在学中に韓国・仁川で行われた2014年アジア競技大会の代表にも選出、同大の2014年度海洋学部賞を受賞。